# Ebenau (Amt Creuzburg)
Ebenau ist eine Kleinsiedlung in der Gemarkung Creuzburg, Stadt Amt Creuzburg im Wartburgkreis in Thüringen.

## Geografie
Ebenau liegt etwa 1 Kilometer nordöstlich von Creuzburg am linken Ufer der Werra im Bereich des Durchbruchtales der Werra zwischen Creuzburg und Mihla. Die Ebenauer Klippen und die Nordmannsteine umrahmen den Ort, die  Höfe des Ortes sind Fachwerkhäuser aus dem 17. Jahrhundert. Die geographische Höhe des Ortes beträgt 195 m ü. NN.

## Geschichte
Ebenau wurde 1378 erstmals urkundlich erwähnt. Wie alle im Mittelalter entlang der Werra zwischen Creuzburg und Mihla entstandenen Kleinsiedlungen und Höfe war Ebenau nach Creuzburg eingepfarrt und befand sich im Besitz des Creuzburger Nonnenklosters St. Jakob. Nach der Säkularisation erwarben Creuzburger Adelige, Patrizier und andere vermögende Personen diese Güter. Der Ort gehörte zum Amt Creuzburg im Herzogtum Sachsen-Eisenach, später Sachsen-Weimar-Eisenach.
Die Gemeinde Ebenau bestand im 19. Jahrhundert aus den Orten Ebenau, Buchenau, Eschenborn, Freitagszell, Hahnroda und Mihlberg. 1879 hatte die Gemeinde 20 Wohnhäuser mit 140 Einwohnern, der Ort Ebenau sechs Wohnhäuser mit 33 Einwohnern. Auf Grund einer Verwaltungsreform wurde die Gemeinde 1922 nach Creuzburg eingemeindet. Bereits 1925 wurde dies in Teilen rückgängig gemacht und die Gemeinde Buchenau geschaffen, deren Ortsteil Ebenau wurde. 1962 wurden Ebenau, Eschenborn und Mihlberg aus der Gemeinde Buchenau nach Creuzburg umgemeindet; die Siedlungen Eschenborn und Mihlberg wurden kurz darauf aufgegeben. Die Restgemeinde Buchenau mit Freitagszella und Hahnroda wurde 1994 nach Mihla eingemeindet.

## Wirtschaft und Infrastruktur

### Verkehr

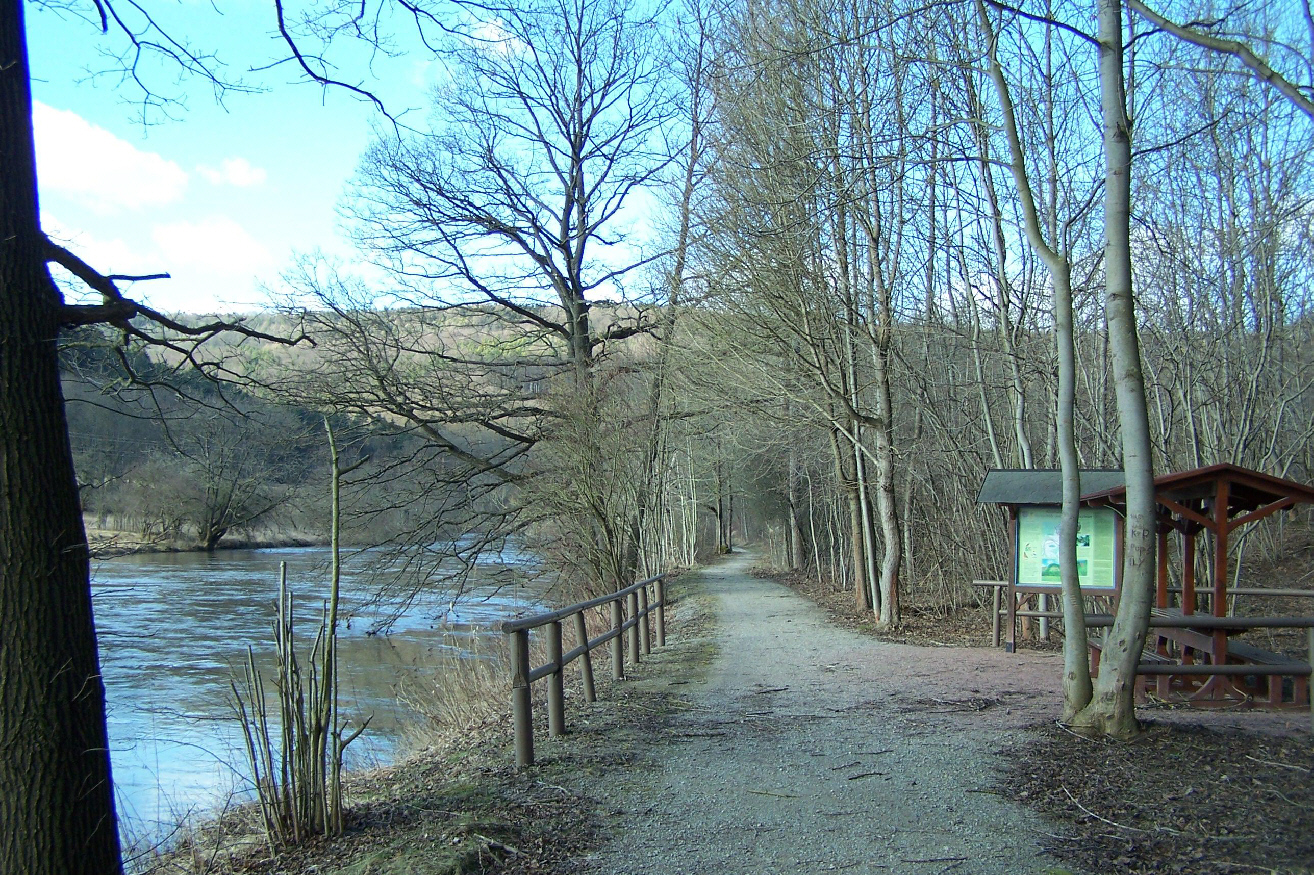
Werratal-Radweg bei Ebenau

Ebenau liegt an der Landesstraße 1017, welche Creuzburg mit Mihla verbindet.
Von 1907 an führte die Bahnstrecke Schwebda–Wartha an Ebenau vorbei und überquerte nördlich des Ortes die Werra. 1915 erhielt der Ort für einige Jahre einen Haltepunkt an der Strecke. Der Personenverkehr zwischen Wartha und Mihla wurde 1962 eingestellt, der Güterverkehr 1968 nach der Schließung des Solvay-Werkes in Buchenau. Der noch intakte Überbau der Brücke über die Werra wurde 1980 beseitigt. Abschnitte der Bahntrasse sind heute Teil des Werratal-Radweges.

### Steinbruch Ebenau-Buchenau
Auf dem gegenüberliegenden Werraufer ragen die Ebenauer Klippen als eine markante Felswand aus dem Talgrund auf. An ihrem Nordrand begann man mit Genehmigung der Landesregierung einen Steinbruch anzulegen, der zunächst dem in Buchenau errichteten Solvay-Werk für die Sodaproduktion diente. Der Steinbruch wurde auch weiter genutzt, als man in den 1970er Jahren die Sodagewinnung einstellen musste. Ein kleiner Baubetrieb fertigte mit dem verbliebenen Material Hohlblocksteine und Gehwegplatten für den Wohnungsbau. Nach 1990 entdeckte ein Investor den Steinbruch und erhielt die Genehmigung zur Wiederaufnahme der Produktion.
Die damit verbundenen wöchentlichen Sprengungen verärgerten die Einwohner, und Regionalpolitiker versuchten eine Beschränkung des Abbaus mit der Begründung des Natur- und Landschaftsschutzes herbeizuführen – der angrenzende Bereich ist seit den 1960er Jahren als Naturschutzgebiet Klosterholz und Nordmannssteine ausgewiesen. Der Abschlussbetriebsplan sieht die endgültige Schließung und Teilrenaturierung des Tagebaus für 2013 vor. Die vollständige Renaturierung wurde bis Ende 2014 abgeschlossen.